# القمر الاصطناعي الخاص بعلم فلك الأشعة السينية

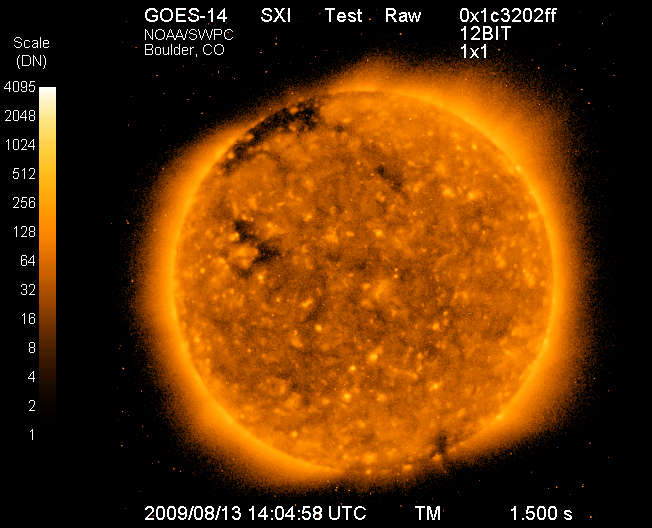
صورة للشمس بالأشعة السينية تم التقاطها في 13 أغسطس 2009.

يدرس القمر الاصطناعي الخاص بعلم فلك الأشعة السينية انبعاثات الأشعة السينية من الأجسام السماوية، باعتباره جزءاً من فرع علم الفضاء المعروف بعلم فلك الأشعة السينية. نحن بحاجة للأقمار الصناعية؛ لأن الغلاف الجوي للأرض يمتص الأشعة السينية، لذلك يجب نقل الأدوات اللازمة للكشف عن الأشعة السينية إلى ارتفاعات عالية عن طريق المناطيد، وصواريخ التجارب، والأقمار اصطناعية.
يوضع الكاشف على قمر اصطناعي وبعد ذلك يوضع في مدار أعلى من الغلاف الجوي للأرض بشكل كافٍ. على عكس المناطيد، تملك الأدوات المثبتة على الأقمار الاصطناعية القدرة على رصد المجال الكامل لطيف الأشعة السينية. على عكس صواريخ التجارب التي يمكنها جمع البيانات ما دامت الأجهزة مستمرة في العمل. على سبيل المثال، يعمل مرصد تشاندرا للأشعة السينية منذ أكثر من 15 عاماُ

## أقمار رصد الأشعة السينية النشطة
تشمل الأقمار الاصطناعية المستخدمة اليوم: مرصد إكس إم إم نيوتن (الأشعة السينية ذات طاقة منخفضة إلى متوسطة 0.1 إلى 15 كيلو فولط) والقمر الاصطناعي إنتغرال ( أشعة سينية ذي طاقة عالية 15 إلى 60 كيلو فولط). أُطلق كلاهما بواسطة وكالة الفضاء الأوروبية. أطلقت ناسا مرصدي سويفت وتشاندرا، وإحدى الأدوات على متن مرصد سويفت هو تلسكوب سويفت للأشعة السينية.
تحمل المركبة الفضائية غوس 14 على متنها مُصور الأشعة السينية الشمسية للأشعة السينية المنبعثة من الشمس للكشف المبكر عن التوهجات الشمسية والانبعاثات الكلية الإكليلية والظواهر الأخرى التي تؤثر على البيئة الفضائية الأرضية. أُطلق إلى مداره في 27 يونيو  في عام 2009 الساعة 22:51 بتوقيت غرينتش من مجمع الإطلاق الفضائي 37 بي في محطة كيب كانافيرال الجوية.
في 30  يناير عام 2009، أطلقت وكالة الفضاء الفيدرالية الروسية بنجاح القمر الاصطناعي كوروناس فوتون الذي قام بعدة تجارب للكشف عن الأشعة السينية، بما في ذلك تلسكوب تيسيس ومطياف فيان مع مقياس الطيف الضوئي للأشعة السينية الضعيفة فينيكس.
أطلقت منظمة البحوث الفضائية الهندية المرصد الفضائي متعدد الأطوال الموجية أستروسات عام 2015. واحدة من المميزات الفريدة لمهمة أستروسات أنها تتيح الرصد المتزامن للأطوال الموجية المتعددة لأجسام فلكية مختلفة عن طريق قمر اصطناعي واحد. يرصد أستروسات مناطق الطيف الكهرومغناطيسي للأشعة المرئية وفوق البنفسجية والأشعة السينية ذات الطاقة العالية والمنخفضة. في حين تقدر معظم الأقمار الاصطناعية العلمية الأخرى على رصد مجال ضيق فقط من مجموعة الأطوال الموجية.
أطلقت وكالة الفضاء الإيطالية في 23 أبريل عام 2007 قمر مرصد أشعة غاما ‹‹أجيل›› الذي يحمل على متنه كاشف الأشعة السينية القوية (15-45 كيلو فولط) سوبر أجيل بواسطة الصاروخ الهندي بي إس إل في- سي 8.
أُطلق القمر الاصطناعي الخاص بالطقس غوس 13 بواسطة صاروخ دلتا IV  الذي يحمل على متنه تلسكوب تصوير الأشعة السينية الضعيفة من كيب كانافيرال إل سي 37 بي في 24 مايو عام 2006، بالرغم من هذا لا توجد صور لغوس 13 منذ ديسمبر العام 2006.
على الرغم من فشل مطياف الأشعة السينية سوزاكو في 8 أغسطس عام 2005، بعد أن أُطلق في 10  يوليو عام 2005، ما يزال مطياف تصوير الأشعة السينية إكس آي إس، وكاشف الأشعة السينية القوية إتش إكس دي يعملان.

## الأقمار الاصطناعية السابقة لرصد الأشعة السينية
تشمل المراصد السابقة سمارت 1 الذي يتضمن تلسكوب الأشعة السينية لرسم خرائط تفلور الأشعة السينية القمرية. مرصد أينشتاين روسات (أول تلسكوب تصوير بالأشعة السينية بشكل كامل)، ومراصد إيه إس سي إيه، وإيكسوسات، وبيبوساكس. يشكل أوهورو أول قمر اصطناعي أُطلق بشكل خاص من أجل أغراض علم فلك الأشعة السينية. حمل القمر الاصطناعي كوبرنيكوس كاشف الأشعة السينية الذي صُنع في مختبر مولارد لعلوم الفضاء في جامعة لندن، وقد قام بأرصاد واسعة للأشعة السينية. يمكن للقمر الاصطناعي الفضائي الهولندي قياس فوتونات الأشعة السينية في مجال طاقة 2 حتى 30 كيلو فولط. خُصص تلسكوب أرييل5  لرصد السماء ضمن نطاق الأشعة السينية. مسح تلسكوب إتش إي إيه أو السماء بالأشعة السينية بطاقة تتجاوز 0.2 كيلو فولط حتى 10 ميغا فولط. هاكوشو أول قمر اصطناعي خاص بعلم فلك الأشعة السينية لليابان. يحمل قمر منظمة البحوث الفضائية الهندية إيه آر إس بي 3 الذي أُطلق عام 1996 تجربة علم فلك الأشعة السينية على متنه، تهدف هذه التجربة إلى دراسة تغيرات الوقت والخصائص الطيفية لمصادر الأشعة السينية الكونية، وللكشف عن مصادر الأشعة السينية العابرة.  تتألف أدوات هذه التجربة من ثلاثة عدادات متناسبة بشكل بارز متماثل تعمل في مجال الطاقة من 2  حتى 20  كيلو فولط، وحقل رؤيا 2ºإكس2º ومساحة فعالة تبلغ 1200 سنتيميتر مربع، ومراقب للسماء بالأشعة السينية يعمل في مجال الطاقة من 2 وحتى  10 كيلو فولط.

### مصفوفة مستشعرات التصوير بالأشعة السينية منخفضة الطاقة
تتميز مصفوفة مستشعرات التصوير بالأشعة السينية منخفضة الطاقة (أليكسس) بمرايا منحنية تعكس وتركز طلائها متعدد الطبقات الأشعةَ السينية منخفضة الطاقة أو الضوء فوق البنفسجي الشديد على طريقة تركيز التلسكوبات البصرية للضوء المرئي. أطلق برنامج الاختبار الفضائي للقوى الجوية للولايات المتحدة الأمريكية  أليكسس محمولاً على معزز بيغاسوس في 25 أبريل عام 1993. يُعد تباعد طبقات الموليبدنوم والسيليكون على كل مرآة من مرايا التلسكوب العامل الأساسي لتحديد وظيفة استجابة طاقة الفوتون للتليسكوب، عَمل أليكسس لمدة 12 عام.

### أو إس أو -3
أُطلق المرصد الشمسي المداري الثالث أو إس أو 3 في 8 مارس عام 1967. في مدار شبه دائري بمتوسط ارتفاع يبلع 550 كيلومتر، وبميلان 33 درجة عن خط الاستواء، أُلغي تنشيطه في 28  يونيو عام 1968، ثم أُعيد تنشيطه في 4 أبريل عام 1982. يتألف تلسكوبه الذي يعمل بالأشعة السينية من عجلة تدور باستمرار (دورها 1.7 ثانية)، رُكّبت تجربة الأشعة السينية القوية بشكل قطري. يتألف هذا التلسكوب من بلورة صغيرة لامعة رقيقة من يوديد الصوديوم بالإضافة إلى أنبوب ضوئي محاط بدرع من يوديد السيزيوم غير متطابق على شكل مدفع. الثبات الطاقي بنسبة 45% هو 30 كيلو فولط. تعمل الأداة ذات الست أقنية بطاقة تتراوح من 7.7 إلى 210 كيلو فولط. حصل أو إس أو 3 على أرصاد واسعة للتوهجات الشمسية، مثل: العنصر الناشر للأشعة السينية الكونية، وأرصاد لتوهج وحيد من سكوربيوس إكس 1، وهي الأرصاد الأولى لمصدر أشعة سينية خارج النظام الشمسي عن طريق مرصد قمر اصطناعي. من بين مصادر الأشعة السينية خارج النظام الشمسي التي رصدها: واي زد كاينيس مينوريس YZ Canis Minoris، العظاءة إي في EV Lacertae، إي دي ليونيس AD Leonis، وقد حد وجود أشعة سينية ضعيفة علوية من التوهجات من هذه المصادر.

### إي إس آر أو 2بي (آيريس)
وهو أول إطلاق ناجح لمنظمة الأبحاث الأوروبية، أُطلق آيريس في 17 مايو عام 1968، في مدار بيضاوي الشكل (في البداية). يبلغ أوجه 1086 كيلومتر، وحضيضه 326 كيلومتر، بميل 97.2 درجة، بدور مداري يبلغ 98.9 دقيقة. حمل القمر الصناعي سبعة أدوات للكشف عن الأشعة الكونية عالية الطاقة وتحديد التدفق الكلي للأشعة السينية الشمسية، وقياس الإشعاع المواجه وبروتونات حزام ألين فالن وبروتونات الإشعاع الكوني. كان لأداتي الأشعة السينية أهمية مميزة في علم فلك الأشعة السينية: واحدة منها مصممة للكشف عن الأطوال الموجية 1-20 أنغستروم (0.1-2 نانومتر) (يتكون من عدادات متناسبة مع سماكة نافذة متفاوتة) وواحدة مصممة للكشف عن الأطوال الموجية 44-60 أنغستروم (4.4-6.0)، (يتكون من عدادات متناسبة مع نوافذ مايلر الرقيقة).